# Henrik Sedin
Henrik Sedin (ur. 26 września 1980 w Örnsköldsvik) – szwedzki hokeista, reprezentant Szwecji, dwukrotny olimpijczyk.

## Kariera
- Ångermanland (1994-1996)
- MODO (1996-2000)
- Vancouver Canucks (2000-2004)
- MODO (2004-2005)
- Vancouver Canucks (2005-)

Wychowanek klubu Järveds IF. Przez kilka lat występował w szwedzkim klubie MODO (razem z bratem Danielem). W drafcie NHL z 1999 został wybrany przez Vancouver Canucks w pierwszej rundzie z trzeciego miejsca (jego brat Daniel z drugiego). Od 2000 zawodnik tego klubu (ponownie z bratem Danielem). W lipcu 2009 przedłużył kontrakt z klubem o pięć lat. Od 2010 kapitan drużyny. 1 listopada 2013 przedłużył umowę o cztery lata.
Uczestniczył w turniejach mistrzostw świata w 1999, 2000, 2001, 2005, 2013, Pucharu Świata 2004, 2016, zimowych igrzysk olimpijskich 2006, 2010. W 2014 kontuzja wykluczyła jego udział w igrzyskach olimpijskich 2014 w Soczi.
Jego brat bliźniak Daniel także jest hokeistą. Obaj prowadzą wspólnie karierę sportową. W wieku juniorskim występowali w drużynie Ångermanland, następnie w MODO, a od 2000 roku w Vancouver Canucks. Razem podpisują umowy wiążące ich z klubem. Bez wyjątku wspólnie występowali także w tych samych turniejach międzynarodowych w reprezentacji Szwecji. Ponadto otrzymywali te same wyróżnienia Guldpucken (nagrodzeni wspólnie) czy Årets Junior i Art Ross Memorial Trophy (zdobywali wzajemnie rok po sobie). Ich brat Peter (ur. 1978) także uprawiał hokej na lodzie.

## Sukcesy

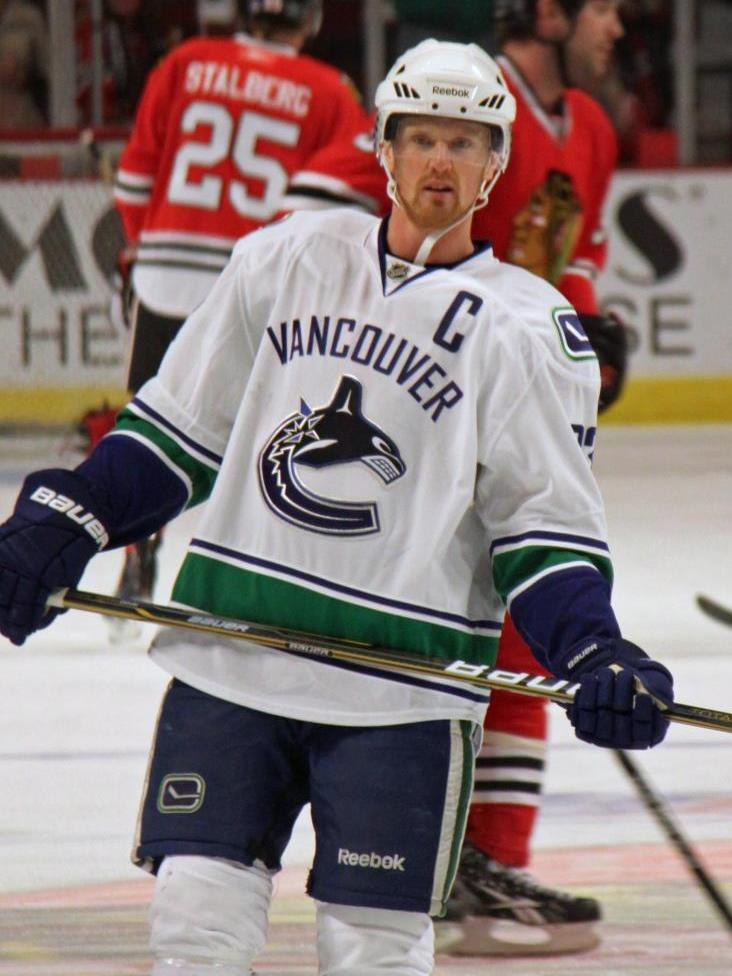
Henrik Sedin w barwach Vancouver Canucks (2010)

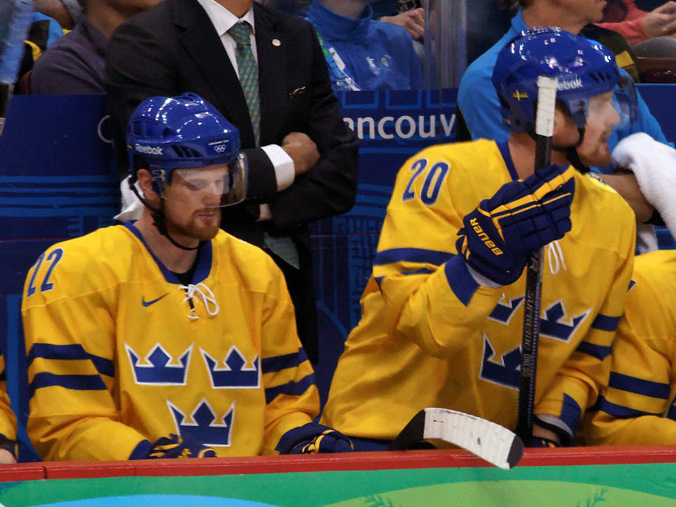
Bracia Daniel i Henrik Sedin w barwach Szwecji podczas ZIO 2010

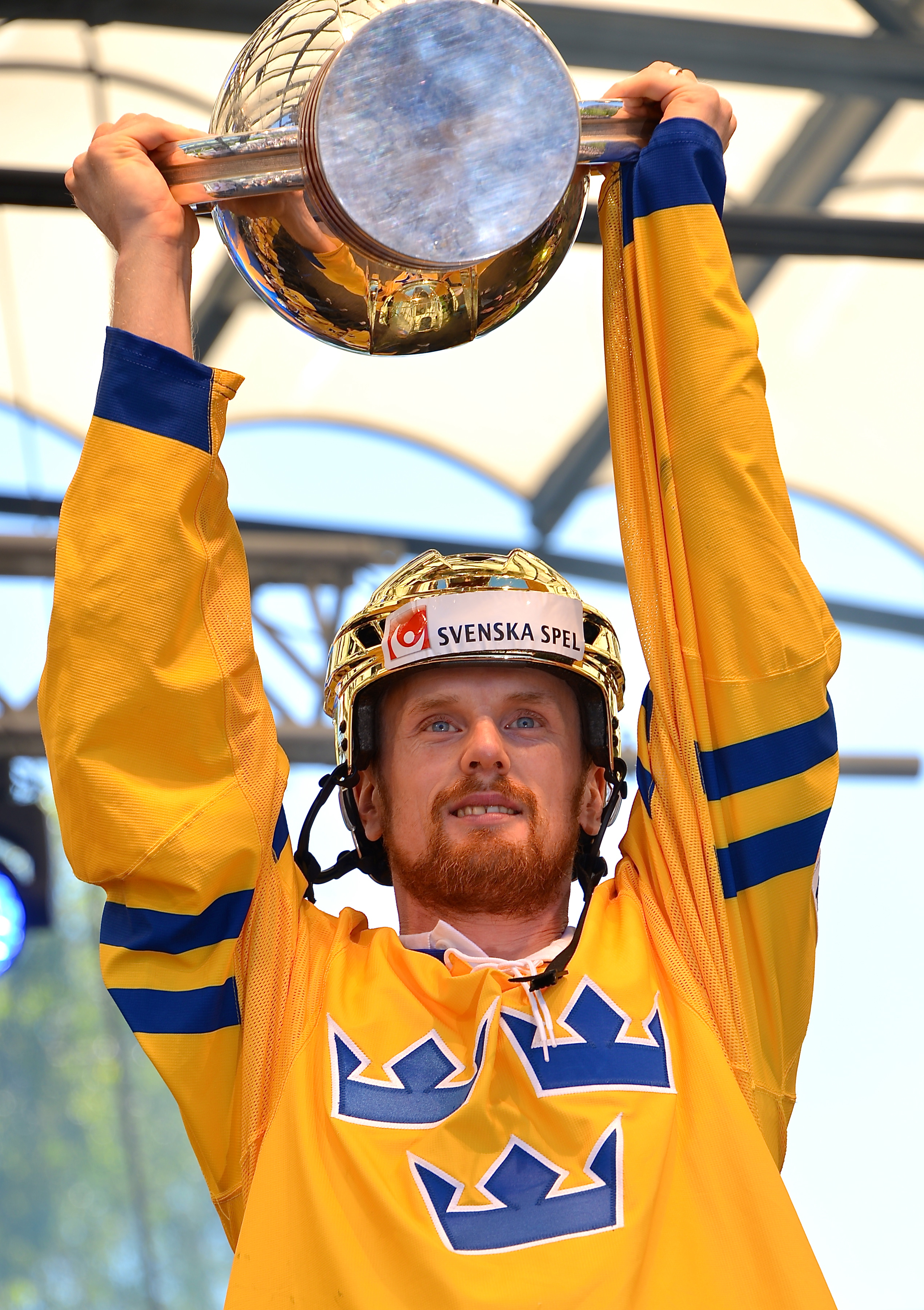
Henrik Sedin w złotym kasku i z trofeum mistrzostwa świata w 2013

Reprezentacyjne
- Srebrny medal mistrzostw Europy juniorów do lat 18: 1997
- Złoty medal mistrzostw Europy juniorów do lat 18: 1998
- Złoty medal zimowych igrzysk olimpijskich: 2006
- Brązowy medal mistrzostw świata: 1999, 2001
- Złoty medal mistrzostw świata: 2013

Klubowe
- Złoty medal TV-Pucken: 1995 z Ångermanland
- Srebrny medal mistrzostw Szwecji: 1999, 2000 z MODO
- Mistrzostwo dywizji NHL: 2004, 2007, 2010, 2011, 2012 z Vancouver Canucks
- Mistrzostwo konferencji NHL: 2011, 2012 z Vancouver Canucks
- Presidents’ Trophy: 2011, 2012 z Vancouver Canucks
- Finał Pucharu Stanleya: 2011 z Vancouver Canucks

Indywidualne
- Sven Tumbas Stipendium – najlepszy napastnik TV-Pucken: 1996
- Mistrzostwa Europy juniorów do lat 18 w hokeju na lodzie 1997:
  - Skład gwiazd turnieju[5]
- Mistrzostwa Europy juniorów do lat 18 w hokeju na lodzie 1998:
  - Pierwsze miejsce w klasyfikacji strzelców turnieju: 5 goli
  - Czwarte miejsce w klasyfikacji kanadyjskiej: 9 punktów[6]
- Elitserien 1998/1999:
  - Guldpucken – nagroda dla najlepszego zawodnika sezonu (wspólnie z bratem Danielem)
- Elitserien 1999/2000:
  - Mecz Gwiazd
  - Skład gwiazd
  - Årets Junior – najlepszy szwedzki junior sezonu
- Mistrzostwa świata juniorów do lat 20 w 2000:
  - Pierwsze miejsce w klasyfikacji asystentów: 9 asyst
  - Pierwsze miejsce w klasyfikacji kanadyjskiej: 13 punktów
  - Pierwsze miejsce w klasyfikacji wygrywnych wznowień: 67,57%
- NHL (2007/2008):
  - NHL All-Star Game
- NHL (2009/2010):
  - Najlepszy zawodnik miesiąca – grudzień 2009
  - NHL All-Star Game
  - Viking Award – nagroda dla najlepszego szwedzkiego zawodnika w lidze NHL
  - Pierwszy skład gwiazd
  - Pierwsze miejsce w klasyfikacji asystentów: 83 asysty
  - Art Ross Memorial Trophy – pierwsze miejsce w klasyfikacji kanadyjskiej: 112 punktów
  - Trofeum Harta – Najbardziej Wartościowy Zawodnik (MVP)
- NHL (2010/2011):
  - NHL All-Star Game
  - Pierwszy skład gwiazd
  - Pierwsze miejsce w klasyfikacji asystentów w fazie play-off: 19 asyst
- NHL (2011/2012):
  - NHL All-Star Game
- Mistrzostwa Świata w Hokeju na Lodzie 2013/Elita:
  - Dziewiąte miejsce w klasyfikacji kanadyjskiej turnieju: 9 punktów
  - Najskuteczniejsza średnia punktów na mecz: 9 punktów w 4 meczach
  - Skład gwiazd turnieju[7]
  - Jeden trzech najlepszych zawodników reprezentacji[8]
- NHL (2014/2015):
  - Piąte miejsce w klasyfikacji asystentów w sezonie zasadniczym: 55 asyst